# Gedley Braga
Gedley Belchior Braga ou Gedley Braga (Divinópolis, 31 de março de 1967) é um artista visual multimídia, músico e compositor. Desenvolve um trabalho que flerta com a tradição da arte conceitual e o minimalismo. Doutor em Ciência da Informação pela Escola de Comunicação e Artes da Universidade de São Paulo (ECA-USP 2008), atua também como professor do Departamento de Arquitetura e Urbanismo e Artes Aplicadas da Universidade Federal de São João del-Rei desde 2009.

## Biografia

###### = Produção inicial entre Divinópolis e Belo Horizonte =
Nascido na cidade de Divinópolis, no interior de Minas Gerais, muda-se para a cidade de Belo Horizonte aos 15 anos de idade para estudar pintura com Inimá de Paula. Adquire o título de bacharel em Pintura pela Escola de Belas Artes da Universidade Federal de Minas Gerais (EBA-UFMG) em 1988 e entre 1990 e 1992 cursa a Especialização em Conservação e Restauração de Bens Culturais pelo Centro de Conservação e Restauração de Bens Culturais (CECOR).

Durante 1992 e 1994, desenvolveu o projeto musical "Os Habitantes", com Claudio Jose de Oliveira e Rodrigo Fonseca, onde gravaram um único álbum que foi lançado apenas 14 anos depois, na página do Myspace da banda.
"Um dos poucos críticos da época que deu retorno às tentativas de divulgação da banda disse que aquele era um dos CDs de música pop mais bem produzidos no Brasil naquela época [dentro dos recursos de uma banda independente gravando em um estúdio de 8 canais em Divinópolis]. Ele profetizou também que se não ocorresse um lançamento oficial dentro de um esquema de uma grande gravadora, nenhum jornalista ou imprensa daria atenção, pois a proposta, desde o início, era a busca do tão sonhado “pop perfeito”, sem nenhuma apelação para espíritos de vanguardas ou coisas estranhas ou exóticas que garantiriam uma atenção da “mídia gratuita”."
Neste período também, apresenta suas primeiras exposições individuais, que já denotavam grande domínio técnico da técnica da aquarela. "O Flerte" (1993), foi exibida no Centro de Artes de Divinópolis e no Centro de Cultura Nansen Araújo, em Belo Horizonte. "Compulsão" (1995), aconteceu na Sala Ana Horta do Centro Cultural da UFMG, em Belo Horizonte, no Centro de Artes de Divinópolis, na Galeria BRB, em Brasília e na Casa de Cultura de Passos, Minas Gerais.

###### = Período em São Paulo =
Entre 1997 e 2008, Gedley Braga viveu e trabalhou na cidade de São Paulo, Brasil. Fez mestrado em Ciências da Comunicação na Escola de Comunicação e Artes da Universidade de São Paulo (2003), onde também ganhou título de doutor em Ciência da Informação. Durante esse tempo, até 2006, atuou como conservador e restaurador do Museu de Arqueologia e Etnologia da Universidade Federal de São Paulo (MAE-USP).
No período que vive em São Paulo, especialmente durante a produção de sua tese de doutoramento intitulada "A tese na [da] caixa preta", apresenta duas de suas mais importantes exposições individuais, "Love & Hate" (2005) e "Obra Póstuma" (2008), ambas apresentadas no Gabinete de Arte Raquel Arnaud (agora Galeria Raquel Arnaud).

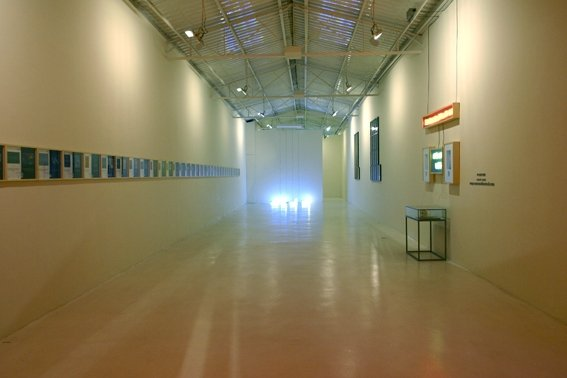
Gedley Braga
Visão geral da exposição Love & Hate (2005) no Gabinete de Arte Raquel Arnaud, São Paulo, Brasil. Foto: Wagner Souza e Silva.

Em "Love & Hate" (2005), sua primeira individual em São Paulo, o artista representa sua própria morte no espaço expositivo. Além disso, teve grande repercussão por utilizar de obras de outros artistas como apropriações ready-made para suas instalações que declaravam amor e ódio aos artistas colecionados.
A série homônima que dá nome à exposição "Love & Hate" esteve presente também na "Mostra Procedente: Novas Aquisições do Museu de Arte da Pampulha", juntamente a trabalhos de Rivane Neuenschwander, Jac Leirner, Rodrigo Andrade, Nuno Ramos, Rosângela Rennó, dentre outros: artistas que faziam parte virtualmente da coleção apresentada por Gedley Braga em "Love & Hate".
"Obra Póstuma" (2008), "revisita as obras de sua coleção particular para refletir, em vida, sobre a câmara mortuária que são os museus".
É também em São Paulo que inicia o importante processo de colaboração com a Casa da Xiclet, galeria de artes da capital paulista criada por Adriana Duarte conhecida pela inserção marginal no sistema de artes. Com a Casa da Xiclet participou das exposições coletivas "Quero ser amigo(a) da Lisette" (2005), "Prima-rica, fica quietinha preu gostar de você/ Shut the hell up" (2005), "Feliz aniversário, Nelson Leirner" (2006), "Stand By Casa da Xiclet" (2010), "23º Festival Inverno Cultural da Universidade Federal de São João del-Rei" (2010), "Bienal, My Ass.: Xiclet" ou "Bienal da Retaguarda" (2010), "10 anos sem vitória: o fracasso nunca me subiu à cabeça" (2011), "Em terra de cego quem é semiótico é rei" (2013), "Como falar com pessoas que existem" (2014), "Coletiva Mami" (2015) e "Casa da Xiclet: 15 anos de provocação e arte" (2016).

###### = Projeto Lavadeiras =
É um projeto de composição musical, de autoria de Gedley Braga em parceria com Lina de Albuquerque. Concebido como um projeto de criação de canções eletrônicas, de letras e sonoridades "simples", segundo os autores, o Projeto Lavadeiras conta com os vocais de Helena Cutter, Misty do Brasil e David Pasqua. Inicialmente, as músicas eram disponibilizadas na Internet, pela plataforma MySpace, para quem se interessasse em gravá-las. O álbum físico foi lançado apenas no início de 2017, dez anos depois do início da parceria. "Os temas se aproximam de um universo cotidiano, falam de amores, saudades, segredos, desassossego, da vida e da própria 'Música sem fim', não por acaso título de uma das canções"

Em entrevista para Dery Nascimento, Gedley Braga diz que  
“Na verdade, quando eu e Lina começamos esse projeto no ‘MySpace’, queríamos que as músicas fossem gravadas por outros artistas, pois nenhum de nós dois é ‘músico’. Depois pensamos na produção de um CD, mas veio a crise, ninguém compra mais CD. De qualquer forma, eu tenho mais familiaridade com a eletrônica por ter estudado muito piano e ser apaixonado desde a adolescência por sintetizadores e coisas do gênero. E a ‘eletrônica’ nos permitiu reduzir os custos de estúdio também. Realmente o espírito do trabalho era deixar as canções sobressaírem...”
A capa do Projeto Lavadeiras faz uma homenagem ao pintor Henrique Bernardelli (1858-1936), com a foto de uma obra de 1925, uma lavadeira em um quintal, fotografada por Gedley Braga.

###### = Produção recente =
Desde 2009 reside na cidade de São João del-Rei.
"Limbo" (2015), sua última exposição individual, aconteceu no Museu Regional de São João del-Rei, espaço coordenado pelo Instituto Brasileiro de Museus (IBRAM). A exposição apresentou alguns desenhos, seu retorno à pintura com a série de "Aquarelas Semióticas", o projeto de fotografias selfies "P: A.S.S [Project: Authentic Semiotic Self"] e a outra série fotográfica "Lonely is an eyesore", sendo que as duas últimas séries foram realizadas em um período na Itália de incursão na produção do Renascimento, "em uma busca frustrada de [seu próprio] renascimento". Segundo o artista, "limbo apresenta uma interpretação visual cujo fio metafórico conceitual é tecido por uma improvável narrativa de uma vida no underworld constituída por um "sistema límbico"."
É nessa fase que surge também outro trabalho do artista de natureza colecionista. O Projeto del Rei consiste em coletar, colecionar, documentar e disseminar artistas brasileiros do século XIX e XX, assim como sua produção relacionada. Estão representadas no projeto obras de artistas como Almeida Júnior, os irmãos Arthur e João Timotheo da Costa, Belmiro de Almeida, Décio Villares, Henrique e Rodolfo Bernardelli, Oscar Pereira da Silva, Pedro Américo, entre outros.